# Monaco címere

Monaco címere

Monaco címere egy vörös rombuszokkal borított fehér palást, amit két oldalt egy-egy minorita szerzetes tart, az erőd elfoglalására emlékeztetve. A pajzs körül az alul látható Szent Károly-rend láncát helyezték el. Az egész címert egy vörös és hermelin színű palást veszi körül, amelyet felül a hercegi korona díszít. Alul fehér szalagon olvasható az ország mottója: „Deo Juvante” (Isten segítségével). A címer jelenlegi formáját kb. 1800 körül nyerte el.